# Post (ruta)

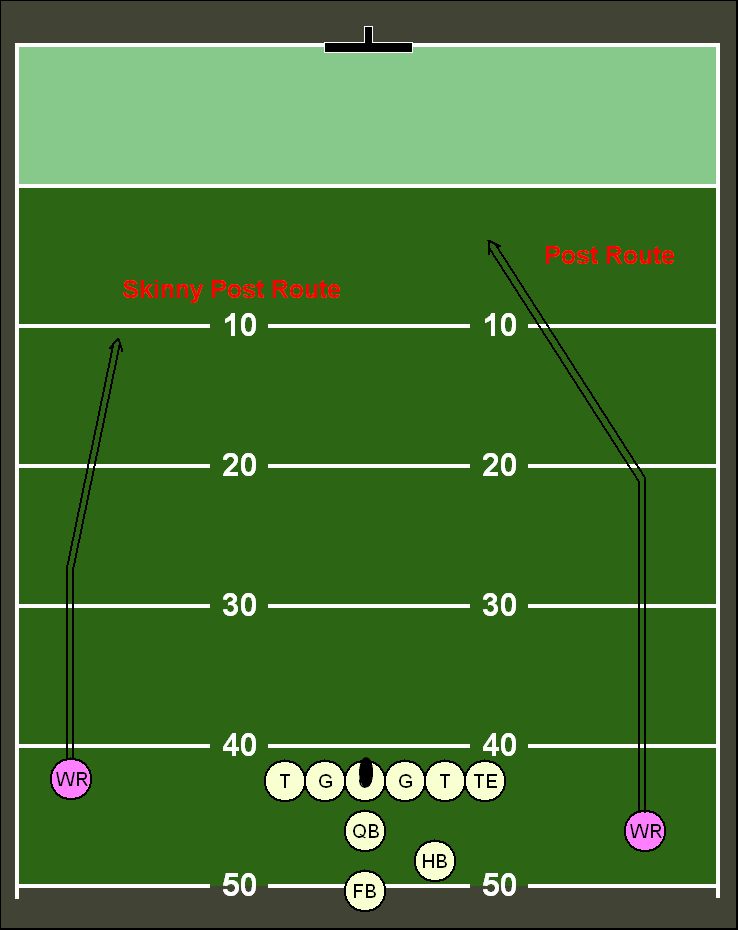
Esquema de una ""ruta post""o ""ruta de poste".

Una ruta post en el fútbol americano es una ruta, que puede ser de moderada a profunda, en la cual un receptor corre de 7 a 10 yardas desde la línea de scrimmage en una aparente ruta Fly, entonces hace un corte hacia la parte media del campo en un ángulo de 45°, hacia los goalposts, de ahí su nombre.
Está diseñada para expandir a las coberturas secundarias defensivas en lo profundo del campo, exponiendo huecos ocultos en las coberturas en la parte media del campo de juego. Funciona particularmente bien en contra de defensivas secundarias que no tienen más de un safety efectivo en coberturas. Si una ruta post puede ser implementada de manera efectiva, forzará al equipo defensivo a jugar en campo profundo, utilizando más defensivos en la cobertura profunda, lo cual abrirá el juego terrestre. Los esquemas defensivos Cover 3 pueden ser efectivos, si el defensivo que está cubriendo el campo medio es lo suficientemente perceptivo.
Para correr esta ruta de manera efectiva, se requiere que el wide receiver sea muy hábil atrapando el balón en el "tráfico", que tenga la habilidad y fuerza verticales para poder ir más arriba que un safety para atrapar el balón. 
Una variante del patrón post, en el cual el receptor hace un corte en un ángulo menos agudo hacia el interior del campo de juego, es llamado skinny post. Está diseñada para encontrar huecos en las coberturas profundas.
La jugada conocida como Ghost to the Post es una de las más famosas en la historia de la NFL y consistió en un pase de 42 yardas del quarterback Ken Stabler de los Oakland Raiders dirigido al tight end Dave Casper (al que llamaban The Ghost por el personaje de caricaturas "Casper" o "Gasparín"), en un juego de playoffs de la AFC en 1977 en contra de los Baltimore Colts. Ese pase completo preparó el gol de campo para empatar el partido por 31-31, y mandó el juego a un doble tiempo extra. Ese juego terminó por ganarlo Oakland por un marcador de 31-37